# Farmall

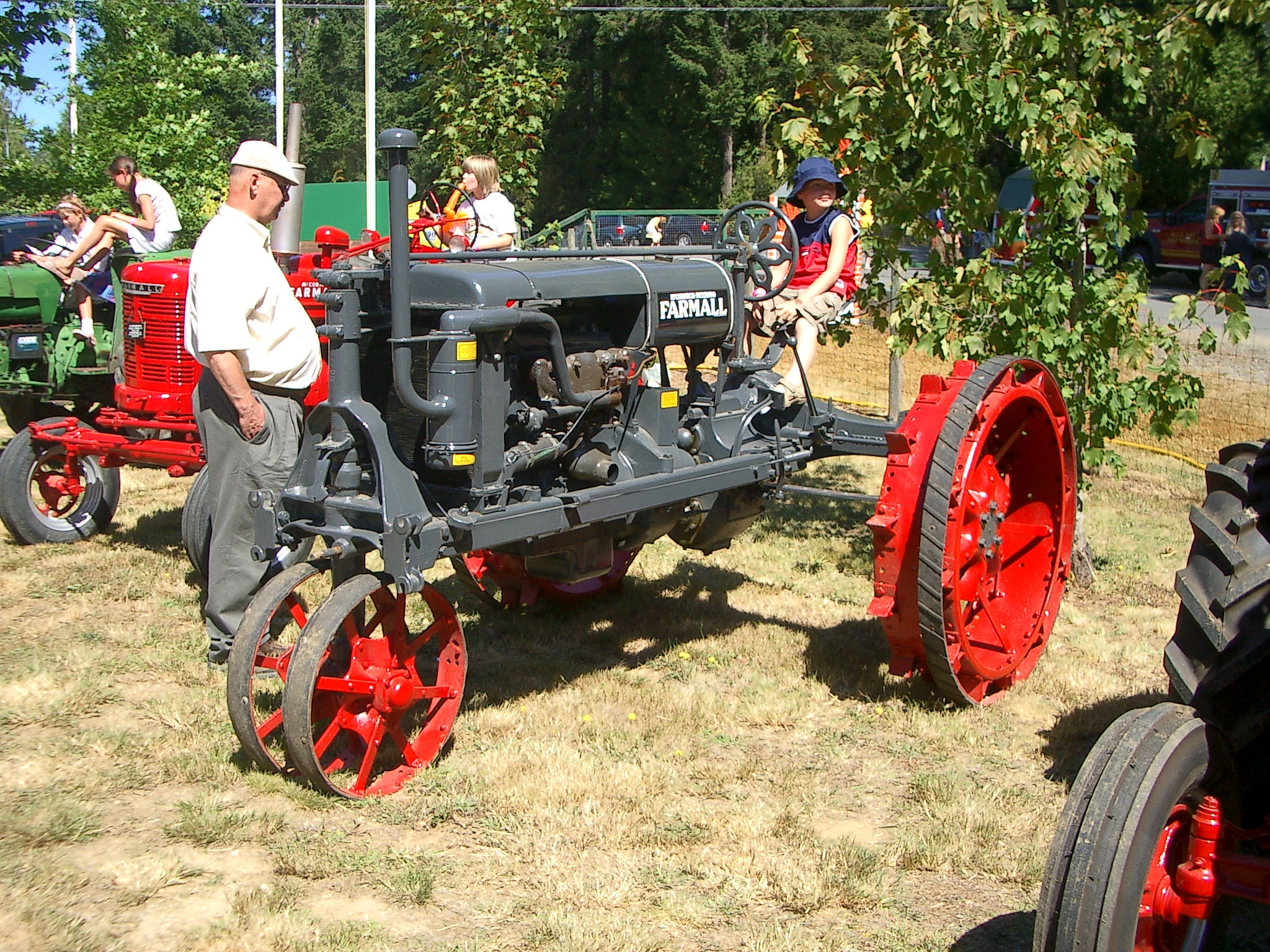
Ранний Farmall «Regular»

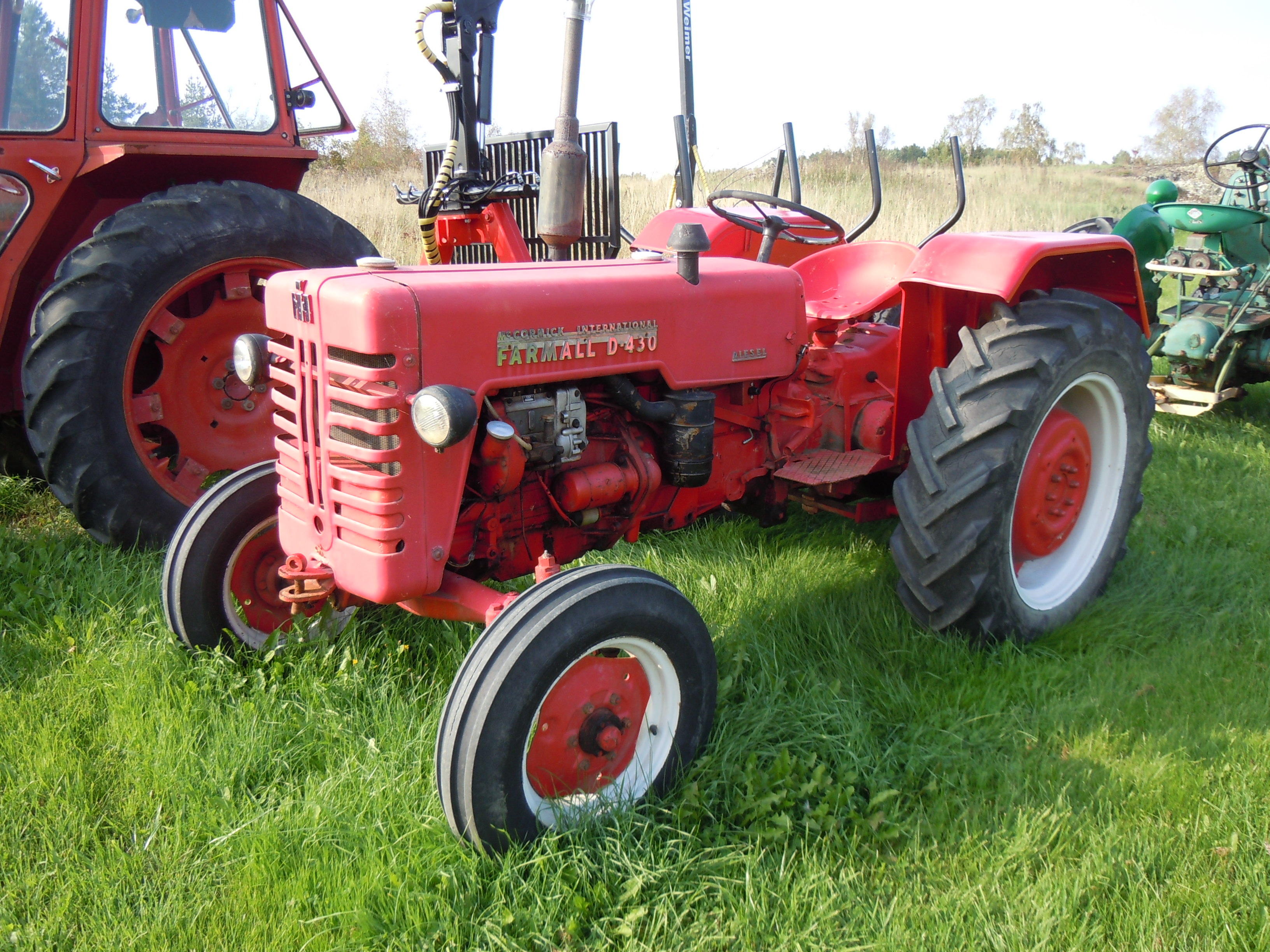
Farmall D-430

Farmall  — название модели, а позже и торговой марки трактора, изготовленного International Harvester (IH), американской компанией по производству грузовиков, тракторов и строительной техники. Имя Farmall обычно представлялось как McCormick-Deering Farmall и позже McCormick Farmall в развивающемся бренде IH.
Farmall был заметным брендом в тенденции 20-го века к механизированному сельскому хозяйству в США. Его происхождение от машин общего назначения было в пропашные тракторы, категория, которую они помогли создать и в которой они долгое время удерживали большую долю рынка. В течение десятилетий производства Farmall (с 1920-х по 1980-е годы) большинство Farmalls было построено для обработки пропашных культур, но также было построено много садовых тракторов и другие варианты. Большинство Farmalls были универсально-пропашными тракторами, которые были доступны для малых и средних семейных ферм и могли выполнять достаточно задач, необходимых на ферме, чтобы уменьшить потребность в наёмных рабочих и в рабочих лошадях или мулах.
Оригинальный Farmall широко рассматривается как первый трактор, сочетающий в себе набор характеристик, которые определили бы категорию тракторов для пропашных культур, хотя конкуренция в этой категории возникла быстро. Хотя это был не первый трактор, обладающий какой-либо из этих характеристик, он рано вывел выигрышную комбинацию на рынок. Эти характеристики включали (а) конфигурацию «трехколесного велосипеда» (одно переднее колесо или пара с небольшим расстоянием между ними), высокий дорожный просвет, быстро регулируемую колею оси, отличную видимость вокруг и под машиной и малый вес; (б) достаточную мощность для вспашки и боронования, а также шкив для работы с приводными ремнями; и (в) всё по низкой цене, с известным брендом и обширной дистрибьюторской и сервисной сетью. Первая группа характеристик обеспечивала более быстрое маневрирование и точность культивации, чем большинство других тракторов того времени; кроме того, благодаря второй группе Farmall также мог, как и предыдущие тракторы, выполнять все другие обязанности, которые фермер ранее выполнял бы, используя упряжку из лошадей. Трактор мог бы приносить более низкие общие эксплуатационные расходы, чем лошади, если бы он был оценен правильно и надёжен (и его запас топлива хороший). The Farmall, массово производимый с такими же низкими затратами и высокой стоимостью , как Ford Model T или трактор Fordson, могли бы соответствовать этому требованию. Таким образом, «Фармолл» был похож на «Фордзон» по своим возможностям и ценовой доступности, но обладал лучшей обрабатывающей способностью.